# Branddør
En branddør er en dør som bruges til at reducere spredningen af brand og røg mellem separate rum i en konstruktion og for at muliggøre sikker udgang. Branddøre findes i bygninger, konstruktioner, fabrikker eller skibe.